# Paixtus
Els paixtus, coneguts històricament com a afganesos, són un grup ètnic iranià originari de l'Àsia central i meridional. La llengua materna del grup ètnic és el paixtu, una llengua iraniana oriental. A més, els paixtus ètnics de l'Afganistan parlen el dialecte dari del persa com a segona llengua, mentre que els del subcontinent indi utilitzen l'hindi-urdú com a segona llengua. No obstant això, una minoria significativa parla persa o hindi-urdú com a primera llengua. Es calcula que el nombre total de paixtus és d'uns 63 milions; tanmateix, aquesta xifra és discutida a causa de la manca d'un cens oficial a l'Afganistan des del 1979.
Els paixtus són originaris de la terra que comprèn el sud de l'Afganistan i el nord-oest del Pakistan (que de vegades es denomina regió del Paixtunistan), que és on resideix la majoria de la població. Hi ha comunitats històriques i significatives de la diàspora paixtu a les províncies del Sindh i del Panjab (Pakistan) (particularment a les ciutats de Karachi i Lahore) i a la regió de Rohilkhand, a l'estat d'Uttar Pradesh, a l'Índia (així com a les ciutats principals, com ara Delhi i Bombai). S'ha format una diàspora recent als estats àrabs del golf Pèrsic (principalment als Emirats Àrabs Units) com a part de la diàspora sud-asiàtica més gran.
Els paixtus són el grup ètnic més nombrós de l'Afganistan, ja que constitueixen prop del 48% de la població total del país. Han estat el grup etnolingüístic dominant a l'Afganistan des de la fundació de la nació. A més, els paixtus són el segon grup ètnic més gran del Pakistan, formant del 15% al 18% de la població total del país, i són considerats un dels cinc grups etnolingüístics més importants de la nació. Els paixtus són el 26è grup ètnic més gran del món i el grup de llinatge segmentari més gran. Es calcula que hi ha entre 350 i 400 tribus i clans paixtus.

## Distribució geogràfica

### Lloc d'origen
La majoria dels paixtus encara viuen al lloc d'origen, situat al sud del riu Amudarià, que es troba a l'Afganistan i a l'oest del riu Indus, al Pakistan. Això inclou Khyber Pakhtunkhwa i el nord de Balutxistan. Els centres metropolitans d'aquesta zona inclouen Jalalabad, Quetta, Kandahar, Mardan, Mingora i Peshawar.

### Subcontinent indi
Els paixtus del subcontinent indi, fora del lloc d'origen, són anomenats pathans (la paraula hindustanesa per a paixtu), tant per ells com per altres grups ètnics del subcontinent.
Històricament els paixtus s’han establert en diverses ciutats a l'est del riu Indus abans i durant el Raj Britànic. Aquests inclouen Karachi, Lahore, Rawalpindi, Bombai (ara anomenat Mumbai), Delhi, Calcuta, Rohilkhand, Jaipur i Bangalore. Els colons són descendents tant dels paixtus de l'actual Afganistan com del Pakistan (l'Índia britànica abans del 1947). En algunes regions de l'Índia, de vegades hom els denomina kabuliwala.
A l'Índia existeixen comunitats significatives de diàspora paixtu. La regió de Rohilkhand, a Uttar Pradesh, rep el nom de la comunitat Rohilla d'ascendència paixtu. També viuen als estats de Maharashtra, al centre de l'Índia i a Bengala Occidental, a l'est de l'Índia, que tenen una població de més d'un milió d'habitants amb ascendència paixtu; tant Bombai com Calcuta van ser ubicacions principals de migrants paixtu procedents de l'Afganistan durant l'era colonial. També hi ha poblacions de més de 100.000 habitants cadascuna a les ciutats de Jaipur, al Rajasthan i Bangalore, a Karnataka. Bombai (ara anomenat Mumbai) i Calcuta tenen una població paixtu de més d'un milió, mentre que Jaipur i Bangalore tenen uns 100.000 habitants. Els paixtus de Bangalore inclouen els germans khan Feroz, Sanjay i Akbar Khan, el pare dels quals es va establir a Bangalore des de Gazni.
Karachi allotja la comunitat més gran de paixtus fora de llur lloc d'origen (amb uns 7 milions). Anatol Lieven, de la Universitat de Georgetown, a Qatar, va escriure el 2021 que, arran de l'establiment dels paixtus a la ciutat, "Karachi (i no pas Kabul, Kandahar o Peshawar) potser és la ciutat paixtu més gran del món".

## Cultura

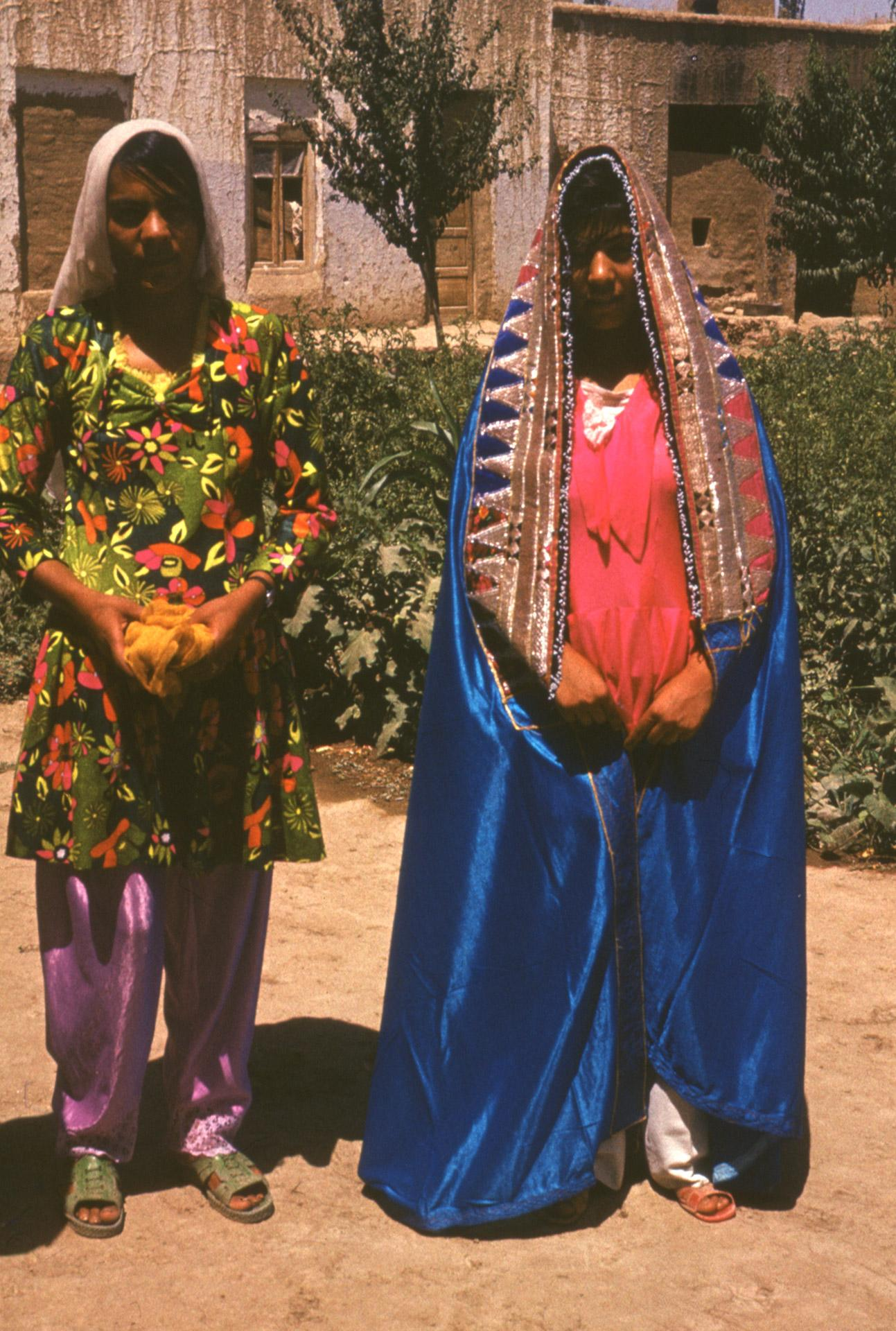
Vestit festiu femení paixtu a Faryab, a l'Afganistan

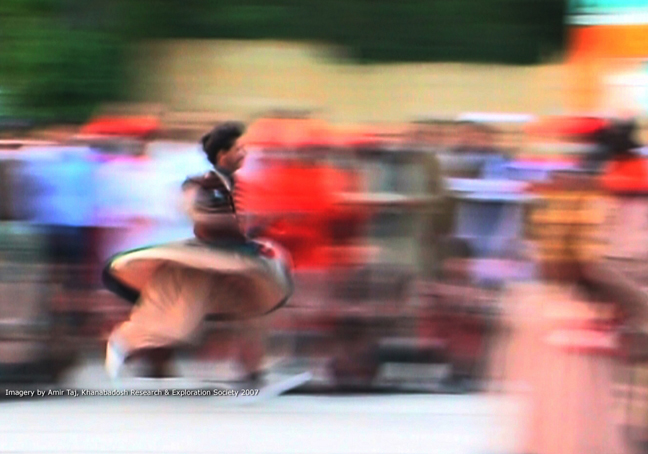
La dansa Khattak implica fer corredisses i remolins. Es fa principalment a la zona de Peshawar, al Pakistan.

### Literatura i poesia paixtu

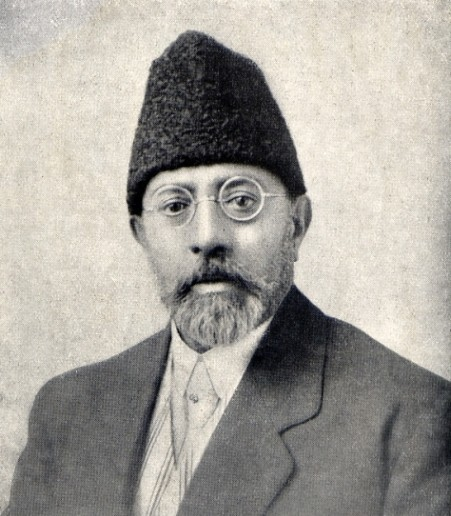
Mahmud Tarzi, fill de Ghulam Muhammad Tarzi, va esdevenir pioner del periodisme afganès en publicar el primer diari Seraj al Akhbar.

### Esports

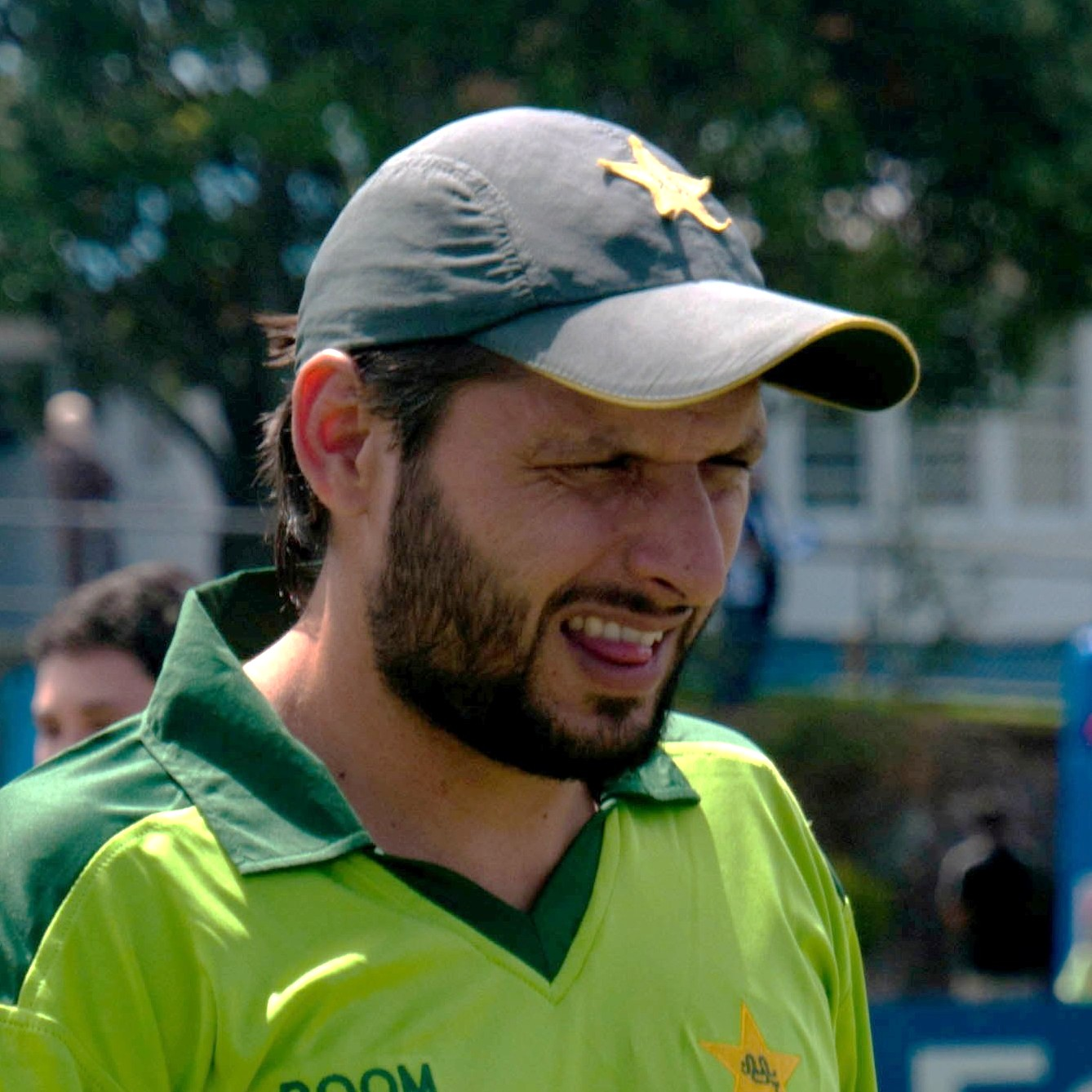
Shahid Afridi, antic capità de la selecció nacional de criquet del Pakistan

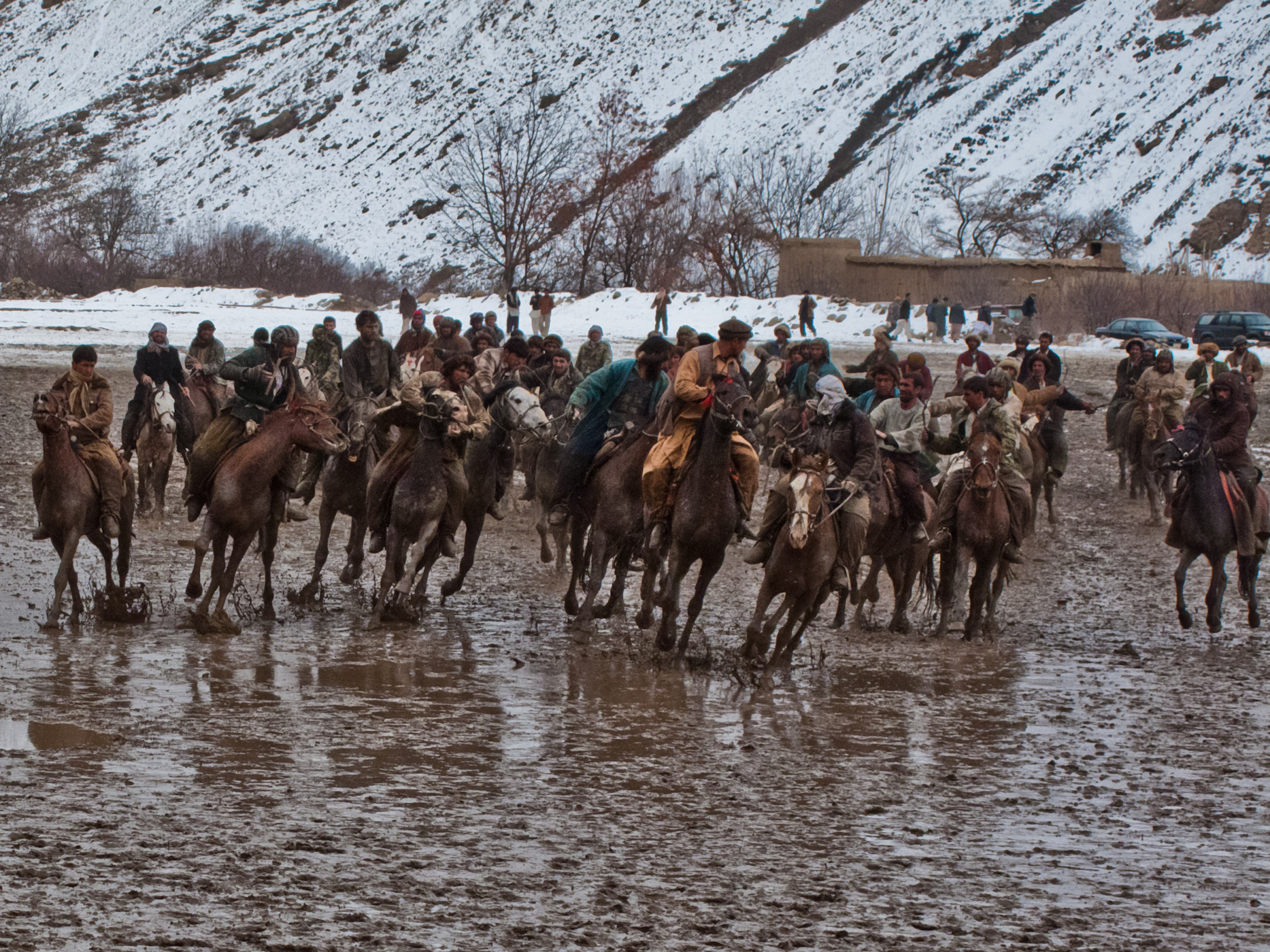
Buzkashi a l'Afganistan

### Període preislàmic

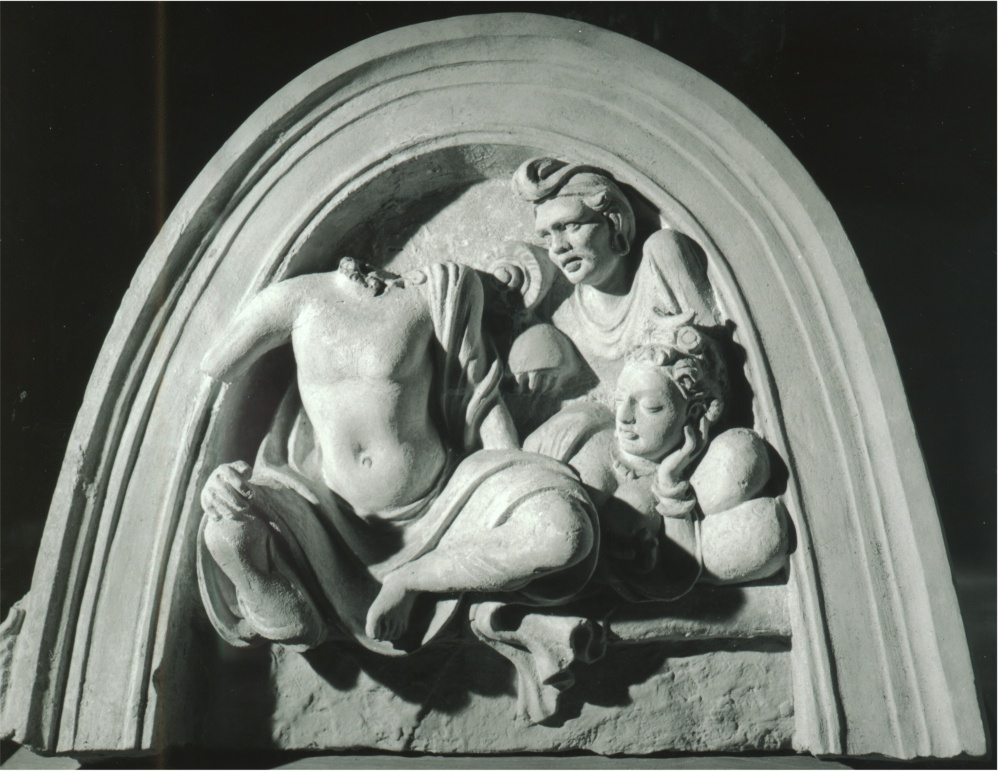
El Bodhisattva i Chandeka, Hadda, segle V dC

### Època moderna

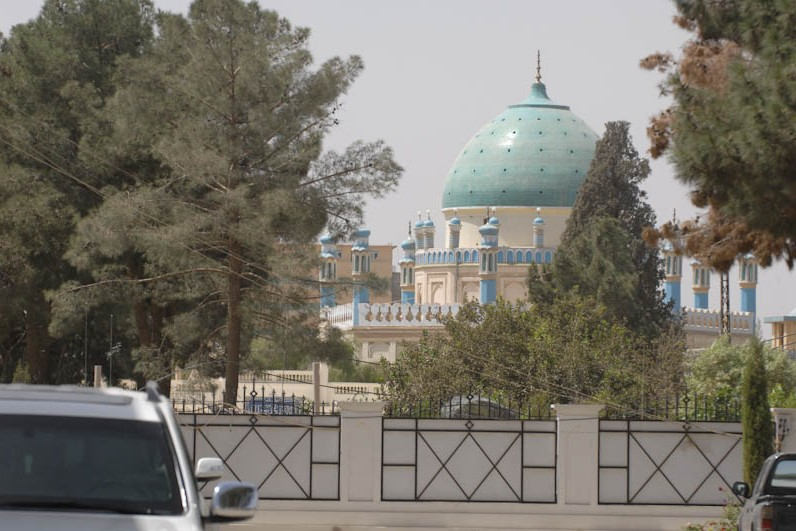
La mesquita de Divendres a Kandahar. Al seu costat hi ha el santuari del mantell (també conegut com Kirka Sharif) i la tomba d'Ahmad Shah Durrani, el conqueridor paixtu del que va esdevenir el pare fundador de l'Afganistan.

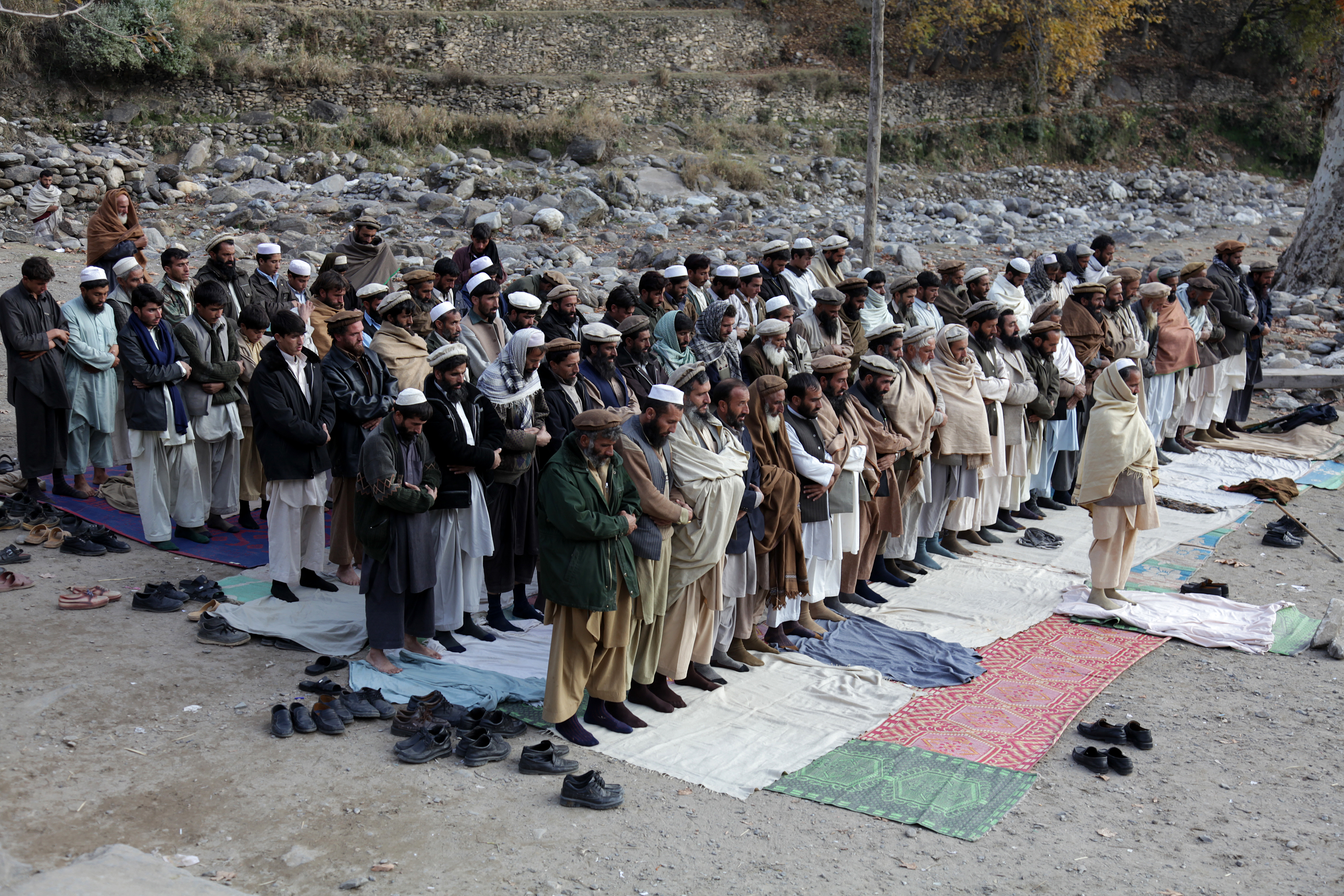
Homes fent salats islàmics (resant) a la intempèrie a la província de Kunar, a l'Afganistan

## Dones

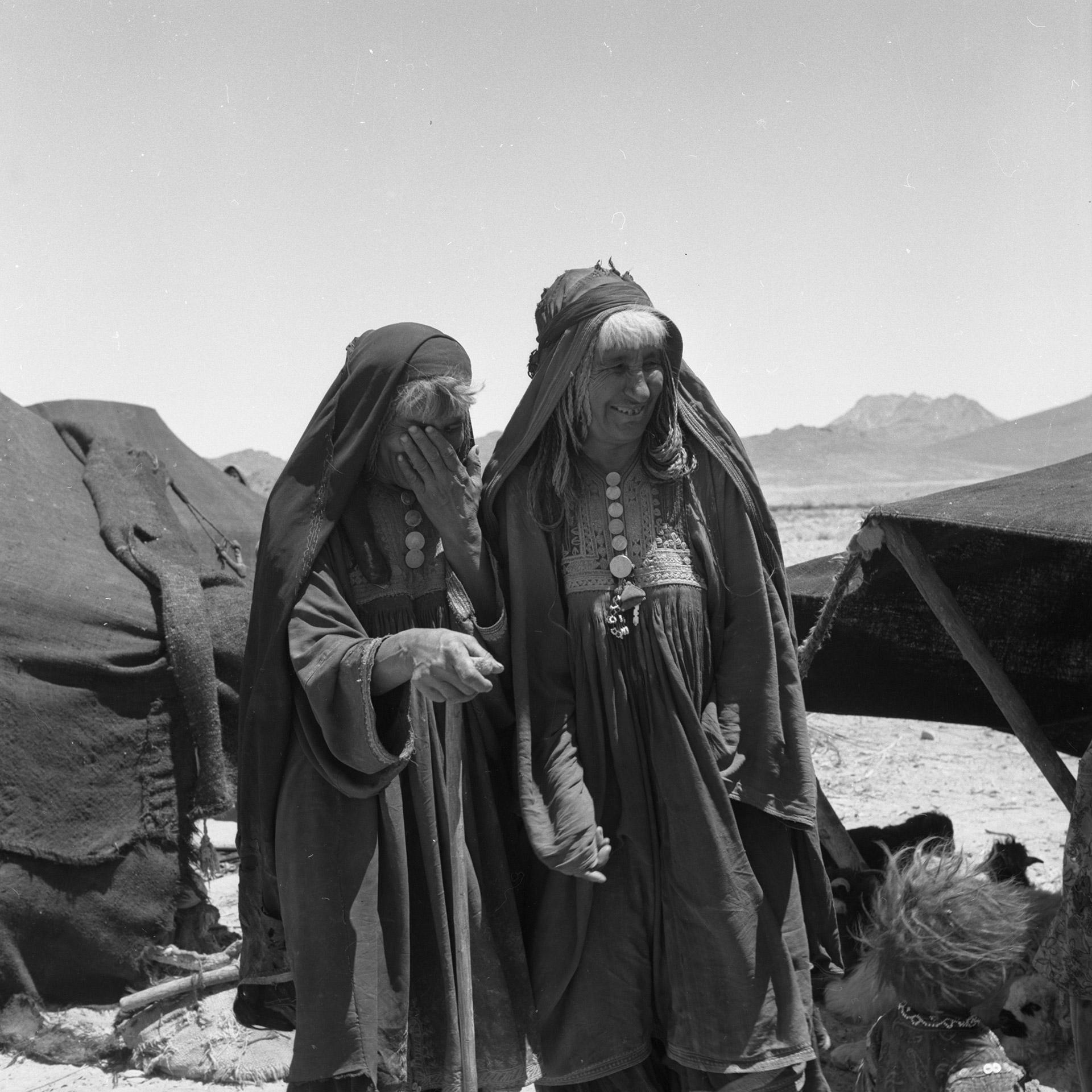
Dues dones paixtus de la tribu Kuch es representen el 1967 al riu Helmand د هلمند سيند)

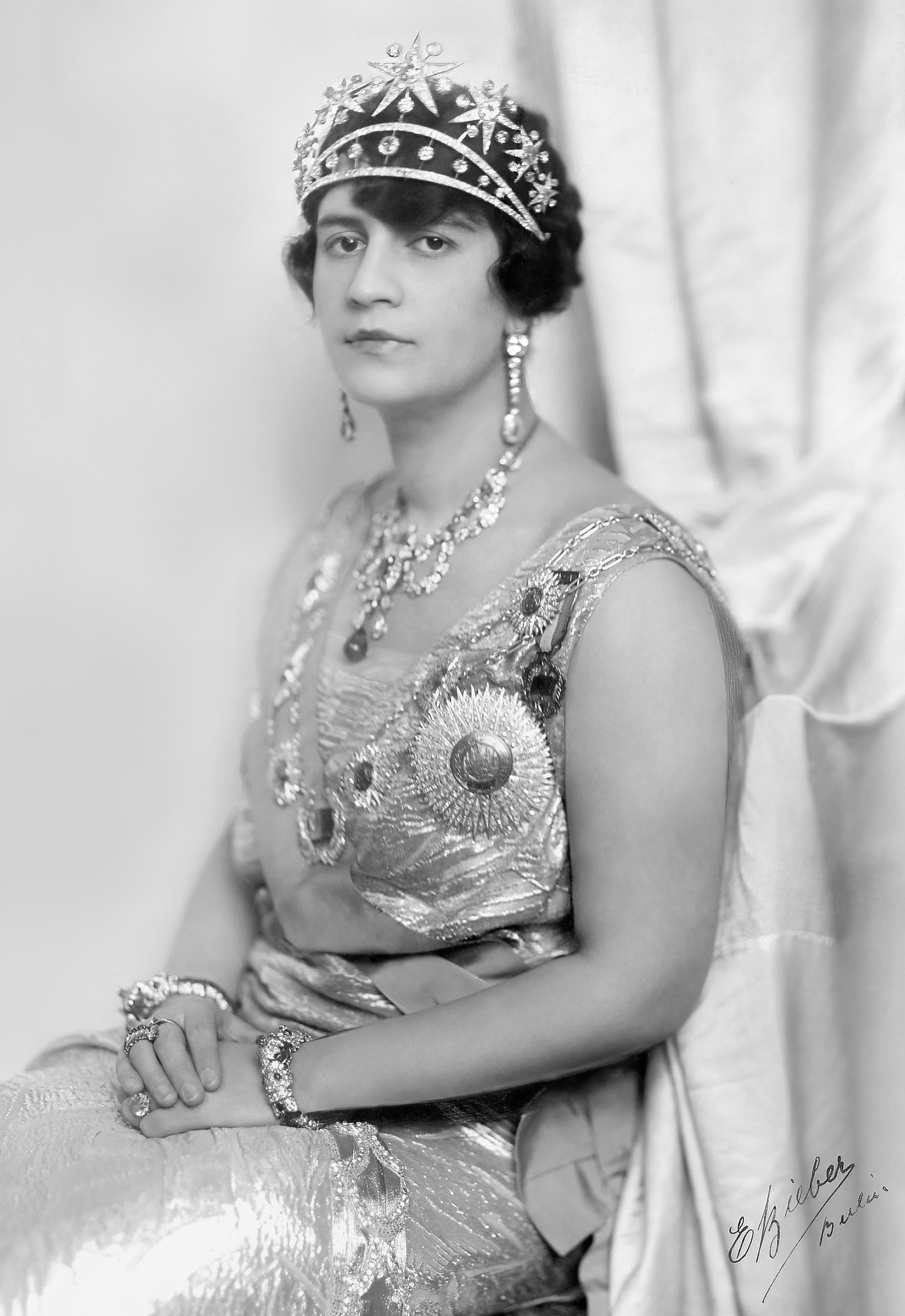
Reina Soraya de l'Afganistan

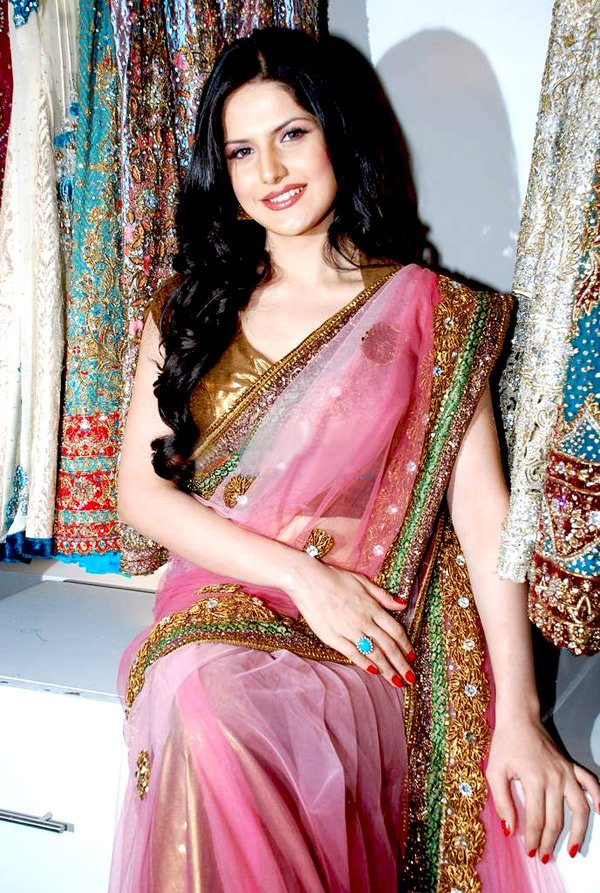
Zarine Khan, model i actriu índia de pel·lícules de Bollywood

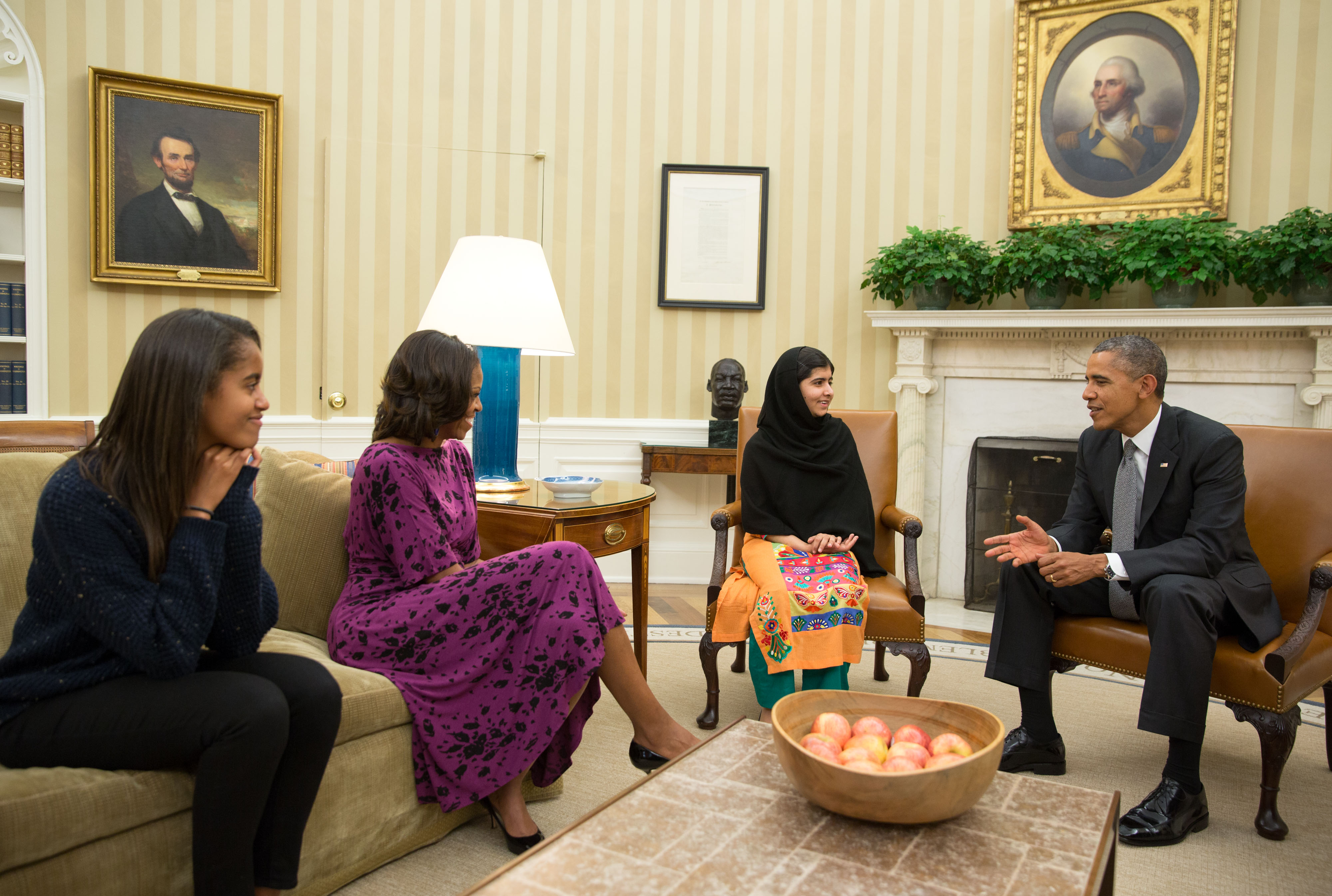
Malala Yousafzai, estudiant pakistanesa amb el president dels Estats Units, Barack Obama, i la seva família. Va guanyar el Premi Nobel de la Pau el 2014.

### Iran
Fora de l'Àsia meridional i central, els paixtus també es troben en un nombre menor a la part oriental i nord de l'Iran. Ja a mitjan segle xvii, els registres informen que els paixtus de Durrani vivien a la província de Khorasan de l'Iran safàvida. Després del breu regnat dels paixtus ghilji a l'Iran, Nader Shah va derrotar el darrer governant independent ghilji de Kandahar, Hussain Hotak. Per tal d'assegurar el control de Durrani al sud de l'Afganistan, Nader Shah va deportar Hussain Hotak i un gran nombre de paixtus ghilji a la província de Mazandaran, al nord de l'Iran. Les restes d'aquesta comunitat exiliada considerable, tot i que assimilades, continuen reivindicant l'ascendència paixtu. A l'inici del segle xviii, en el decurs de pocs anys, el nombre de paixtus durrani al Khorasan iranià va augmentar molt. Més tard, la regió va passar a formar part del mateix Imperi Durrani. El segon rei durrani de l'Afganistan, Timur Shah Durrani, va néixer a Mashad. Contemporani de la dominació de Durrani a l'est, Azad Khan Afgan, un paixtu ghilji ètnic que va ser el segon responsable de l'Azerbaidjan durant el govern afxàrida, va guanyar el poder a les regions occidentals de l'Iran i l'Azerbaidjan durant un període curt. Segons una enquesta de mostra del 1988, el 75% de tots els refugiats afganesos a la part sud de la província iraniana de Khorasan eren paixtus durrani.

### En altres regions
Els paixtus indis i pakistanesos han utilitzat els enllaços britànics i de la Commonwealth dels seus països respectius i s’han establert comunitats modernes a partir dels anys seixanta principalment al Regne Unit, Canadà, Austràlia, però també en altres països de la Commonwealth (i els Estats Units). Alguns paixtus també s’han establert a l’Orient Mitjà, com ara la península Aràbiga. Per exemple, uns 300.000 paixtus van emigrar als països del golf Pèrsic entre el 1976 i el 1981, cosa que representa el 35% dels immigrants pakistanesos.
A causa de les múltiples guerres a l'Afganistan des de la fi dels anys setanta, diverses onades de refugiats (paixtus afganesos, però també un nombre considerable de tadjiks, hazara, uzbeks, turcmans i sikhs afganesos) han abandonat el país com a sol·licitants d'asil.
Hi ha 1,3 milions de refugiats afganesos al Pakistan i 1 milió a l'Iran. Altres han reclamat asil al Regne Unit, Estats Units i països de la Unió Europea a través del Pakistan.

### Tribus
Una institució destacada del poble paixtu és el sistema complex de tribus. Els paixtus encara són un poble predominantment tribal, però la tendència a la urbanització ha començat a alterar la societat paixtu, ja que ciutats com Kandahar, Peshawar, Quetta i Kàbul han crescut ràpidament a causa de l'afluència de paixtus rurals. Malgrat això, molta gent encara s’identifica amb diversos clans.
El sistema tribal té diversos nivells d'organització: la tribu en què es troba pertany a quatre grups tribals "majors" : els Sarbani, els Bettani, els Gharghashti i els Karlani, el tabar (tribu), es divideixen en grups de parentiu anomenats khels, que al seu torn es divideixen en grups més petits (pllarina o plarganey), cadascun format per diverses famílies extenses anomenades kahols.

## Història i orígens

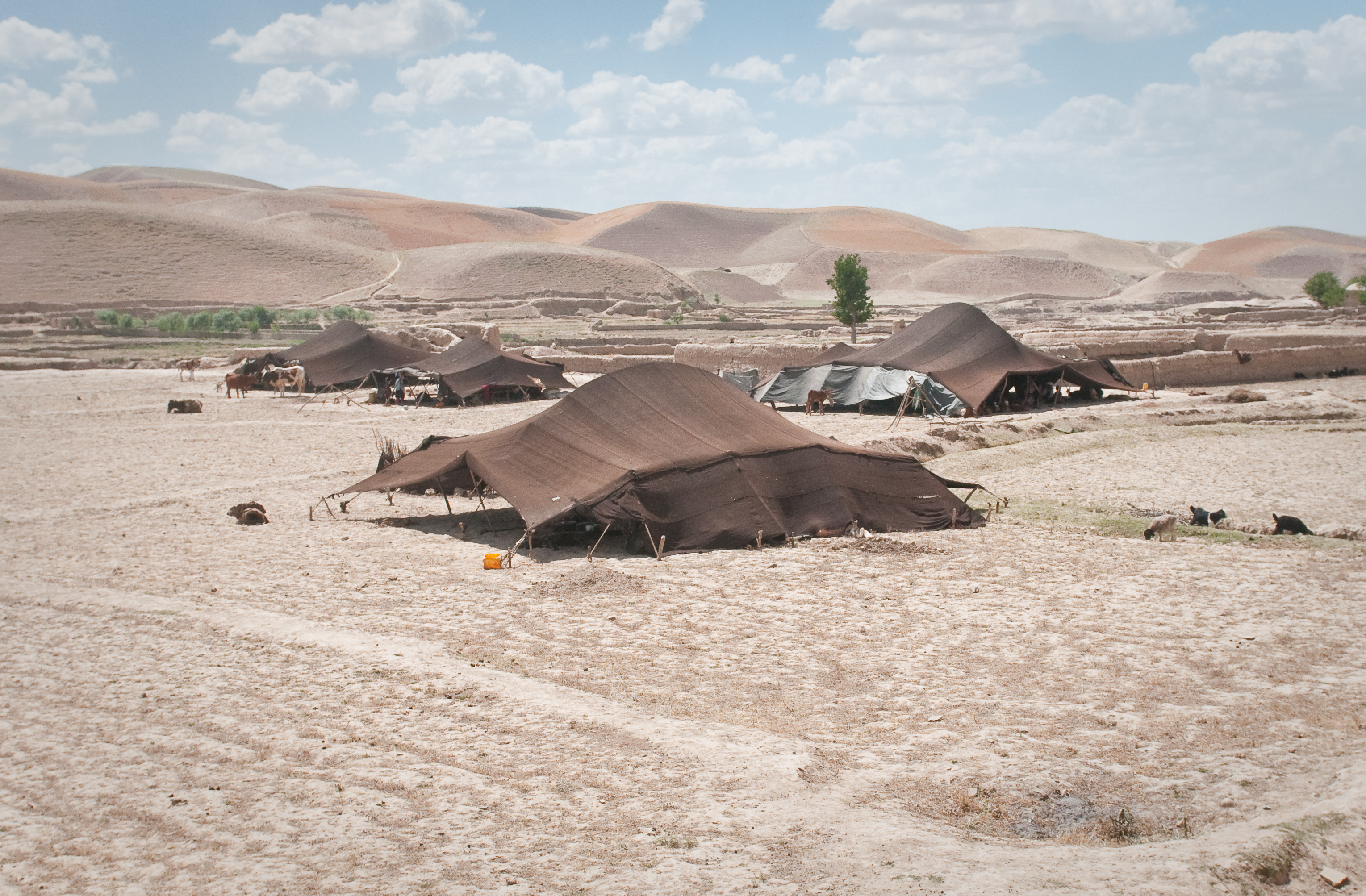
Tendes de nòmades afganesos a la província de Badghis que es coneixen en llengua paixtu com a kuchian. Migren de regió en regió segons la temporada (transhumància).

Les excavacions de jaciments prehistòrics suggereixen que els primers humans van viure a l'actual Afganistan fa almenys 50.000 anys. Des del 2n mil·lenni aC, les ciutats de la regió que ara són habitades per paixtus han patit invasions i migracions, incloent-hi dels pobles indis antics, els pobles iranians antics, els medes, els perses i els macedonis antics de l'antiguitat, els kushans, els heftalites, els àrabs, els turcs i els mongols, entre d'altres. En els darrers temps, alguns pobles del món occidental també ha explorat la zona.
Els primers precursors dels paixtus actuals podrien haver estat tribus iràniques antigues que es van estendre per l'Altiplà Iranià oriental.

Gankovsky proposa l'origen eftalita dels paixtus, però d'altres en treuen una conclusió diferent. La tribu ghilji ha estat connectada al poble khalaj. Segons Georg Morgenstierne, la tribu durrani que es coneixia com els "abdali" abans de la formació de l'Imperi afganès el 1747, podria estar connectada amb els heftalites; Aydogdy Kurbanov recolza aquesta opinió que proposa que, després de la caiguda de la confederació heftalita, probablement l'heftalita es va assimilar a diverses poblacions locals.

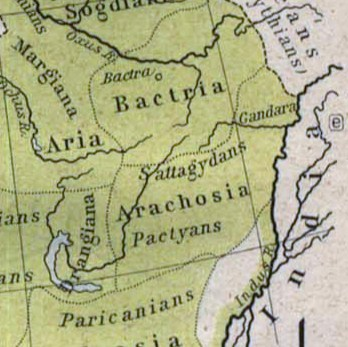
La satrapia d'Aracosia i el poble pactià durant l'Imperi Aquemènida el 500 aC

Els paixtus apareixen vinculats a la història de l'Afganistan, el Pakistan i nord de l'Índia actuals: després de les conquestes musulmanes dels segles VII-XI, molts guerrers paixtus van envair i conquerir bona part de les regions de nord de l'Àsia de Sud durant els períodes dels suris i els Durranis.

### Origen lingüístic

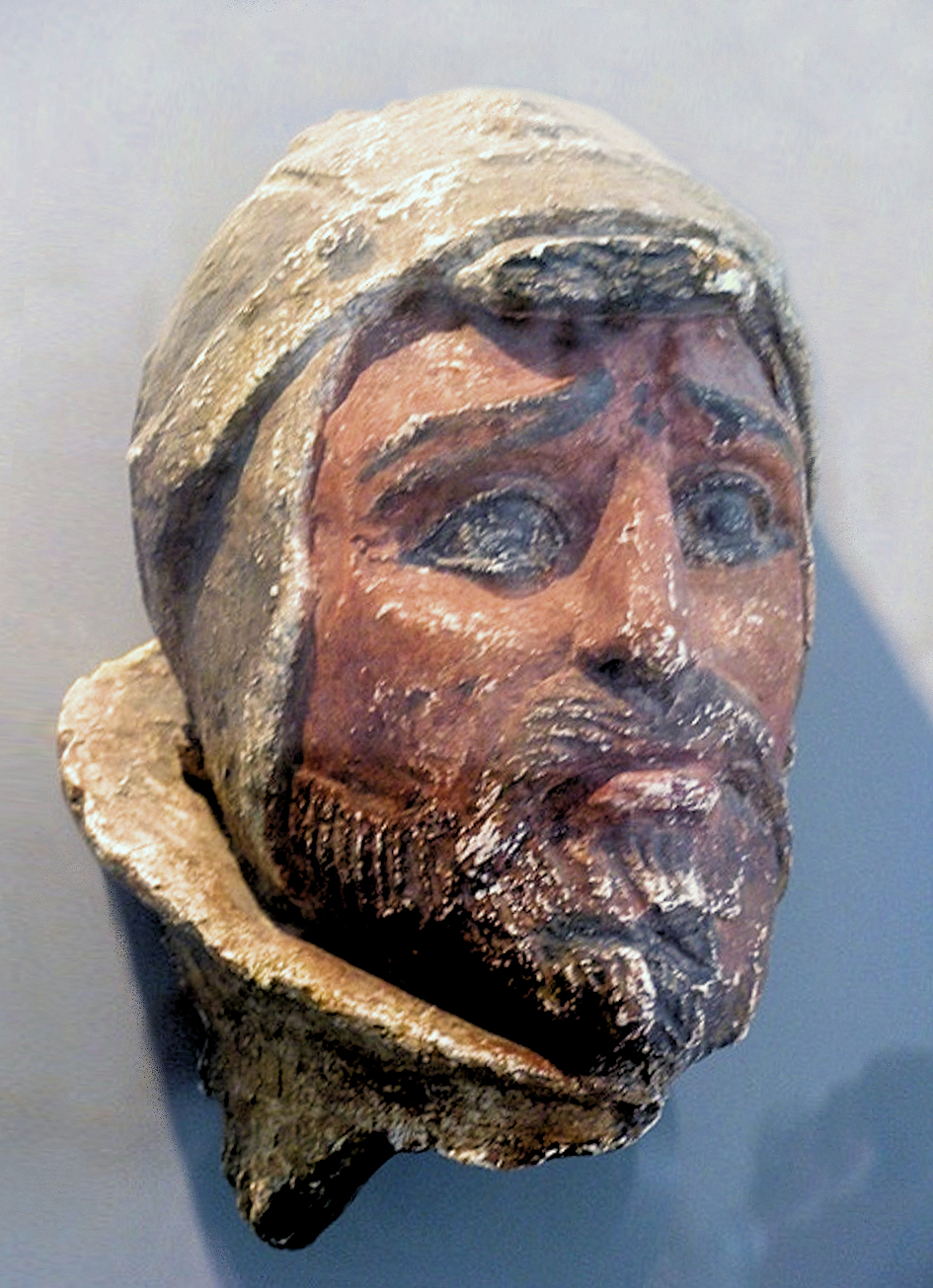
Cap d'un guerrer saka

El paixtu s'acostuma a classificar com a llengua iranica oriental. Comparteix característiques amb la llengua munji, que és la llengua existent més propera a l'extint bactrià, però també comparteix característiques amb el sogdià, així com el coràsmic, el shughni, el sanglechi i el khotanès Saka. Hi ha qui ha suggerit que el paixtu es podria haver originat a la regió de Badakhshan i estaria connectat a una llengua saka semblant al khotanès. De fet, el lingüista eminent Georg Morgenstierne ha descrit el paixtu com una varietat saka i molts altres han observat les semblances entre el paixtu i altres llengües saka, cosa que suggereix que els parlants de paixtu originaris podrien haver estat un grup saka. A banda d'això, el paixtu i l'osseta, una altra llengua provinent de l'escita, comparteixen cognats en llurs vocabularis respectius que no es troben en altres llengües iranianes de l'Est Cheung suggereix un isoglossa comú entre el paixtu i l'osseta, la qual fonamenta en una varietat Saka indocumentada que s'hauria parlat a prop del paixtu antic reconstruït, el qual es podria haver parlat aleshores al nord de l'Oxus. D’altres, però, han suggerit un avantpassat iranià molt més antic, ateses les afinitats amb l'antic avèstic.

### Referències històriques mitjanes: afganesos

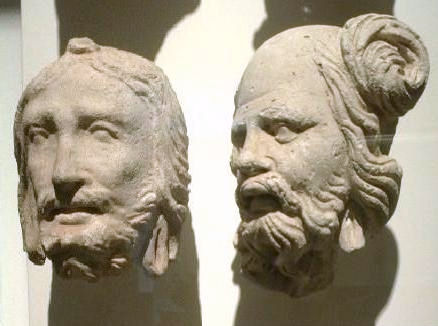
Caps de dos mascles, descoberts a Hadda (paixtu: هډه) a 10 km al sud de Jalalabad, Afganistan. Daten dels segles III-IV dC.

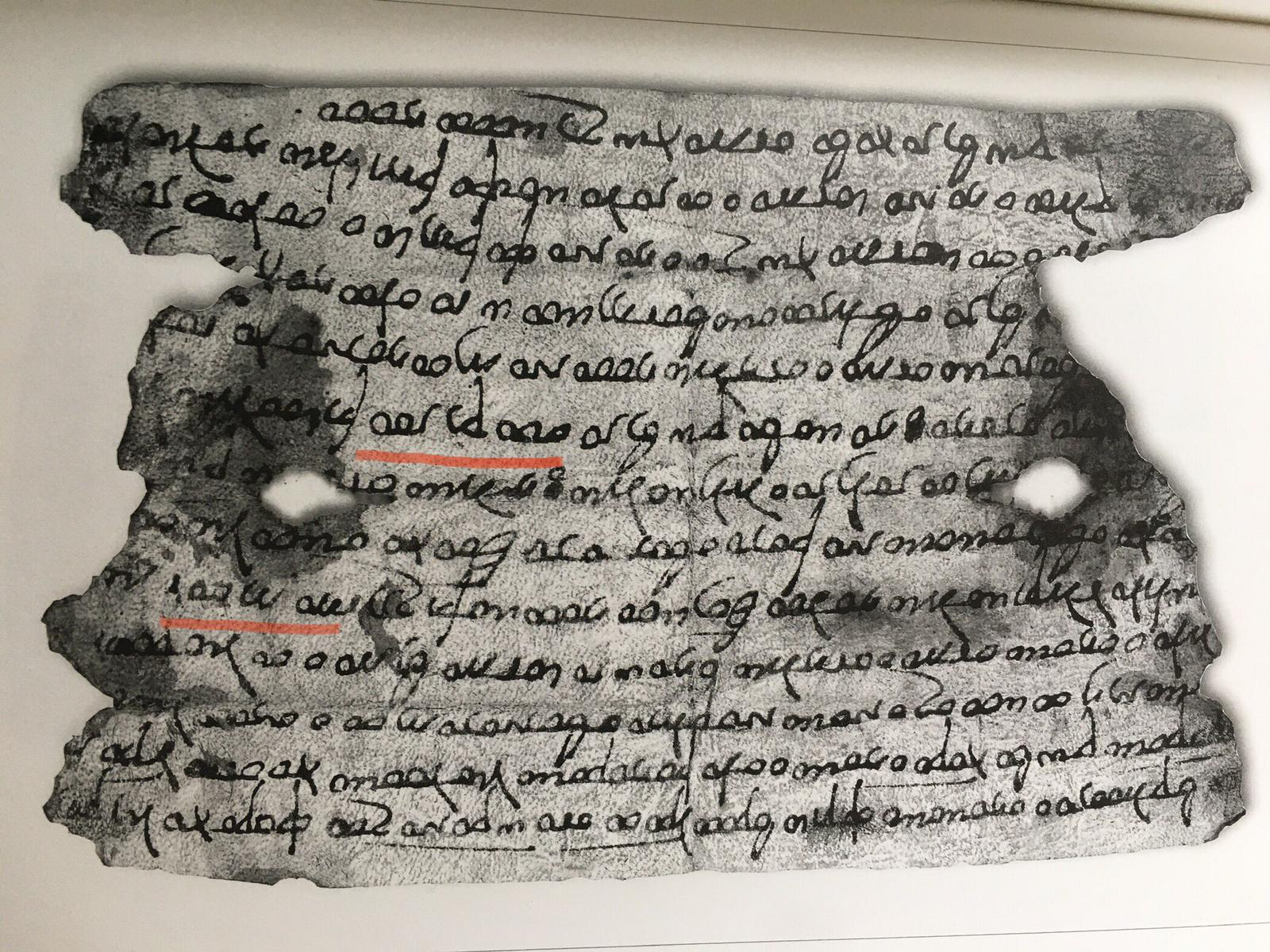
Document bactri escrit en grec del segle IV que esmenta el mot afganès (αβγανανο): "A Ormuzd Bunukan de Bredag Watanan, el cap dels afganesos"

### Antropologia i tradicions orals

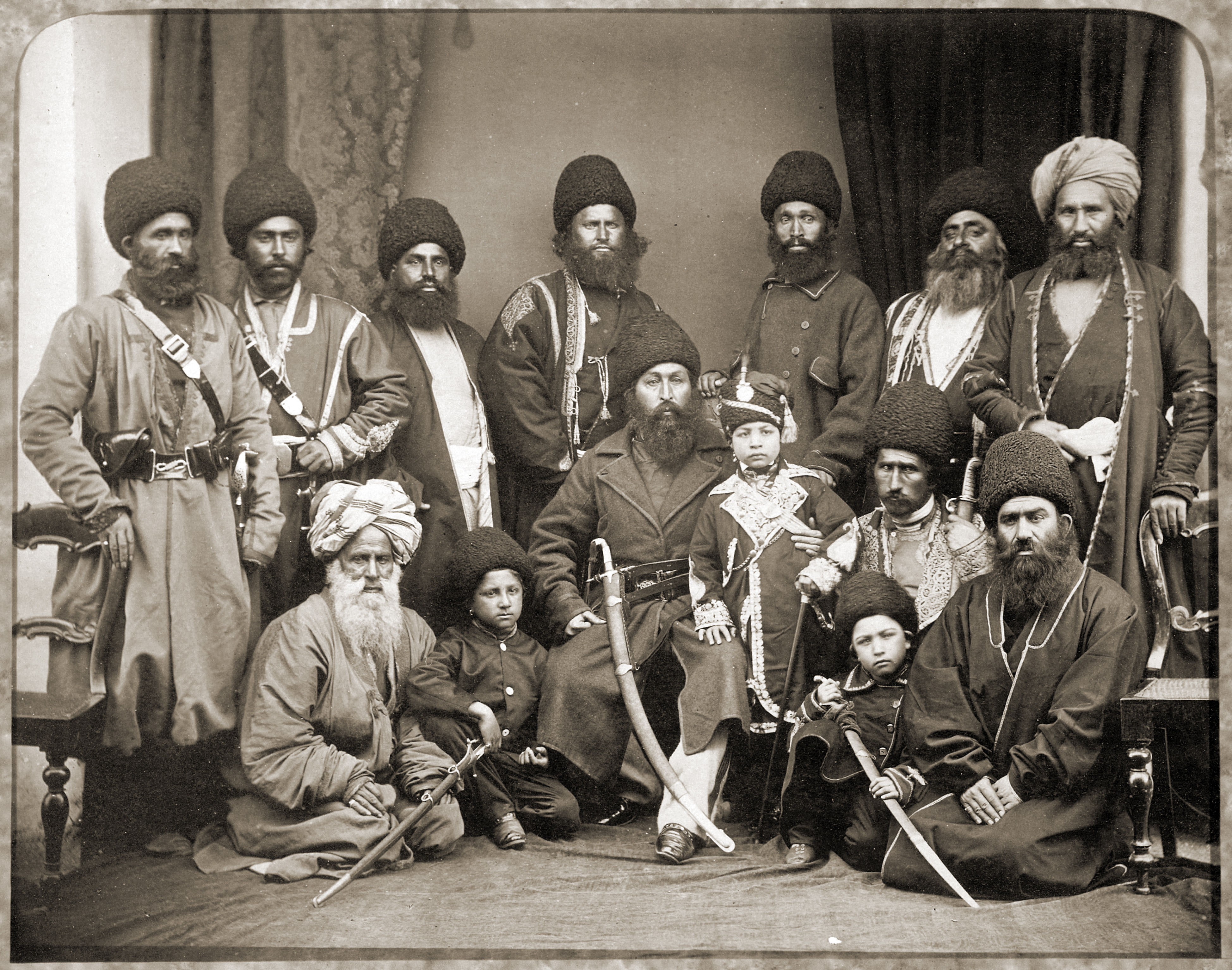
L’afganès Amir Sher Ali Khan (al centre amb el seu fill) i la seva delegació a Ambala, prop de Lahore, el 1869

## Època moderna

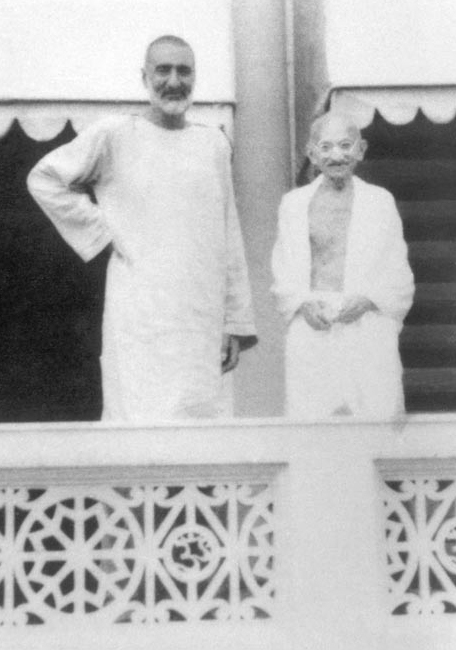
Líder del moviment no-violent Khudai Khidmatgar, també conegut com el moviment de les "camises vermelles", Bacha Khan, dempeus amb Mohandas Gandhi

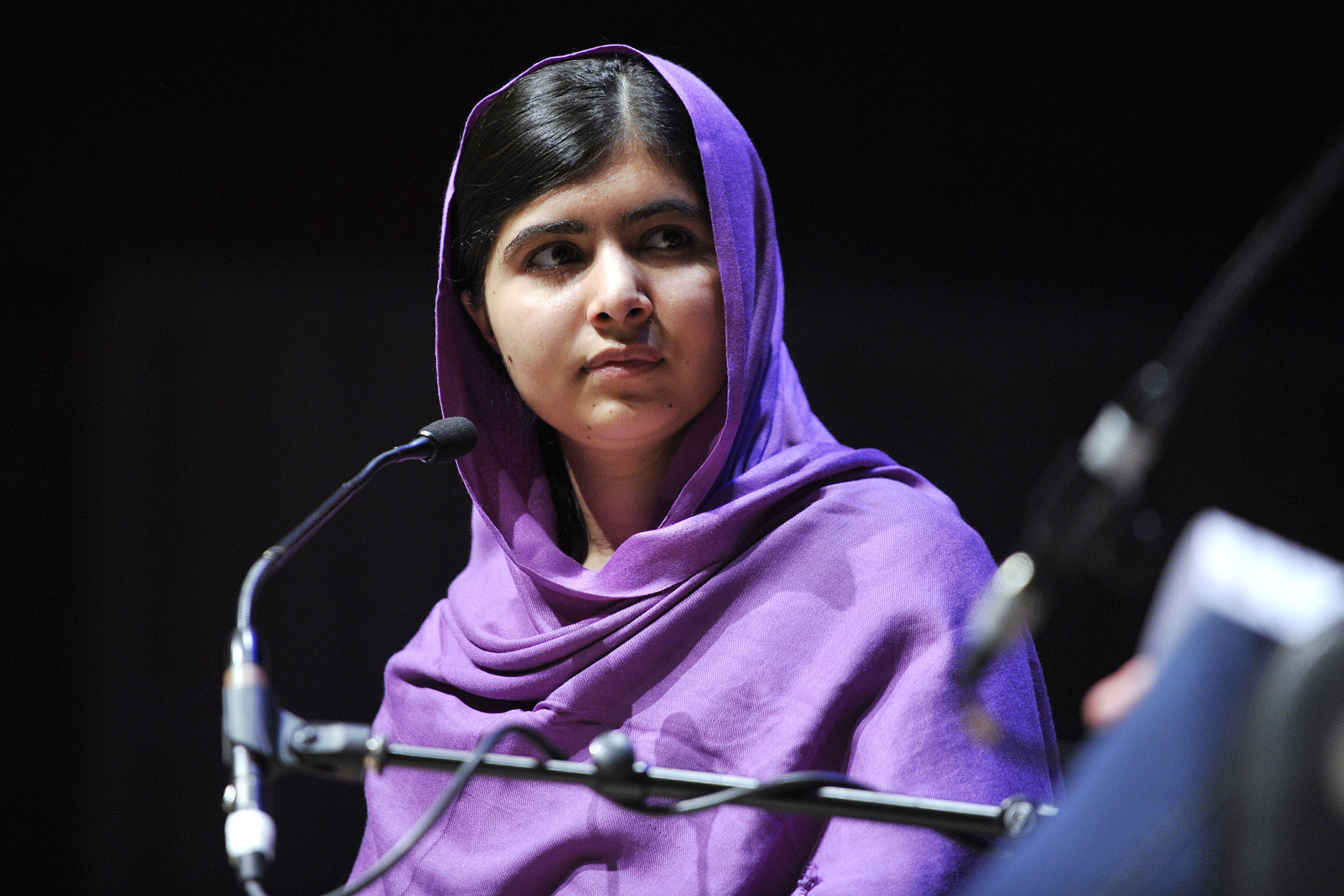
Malala Yousafzai, paixtu guardonada amb el Premi Nobel de la Pau el 2014

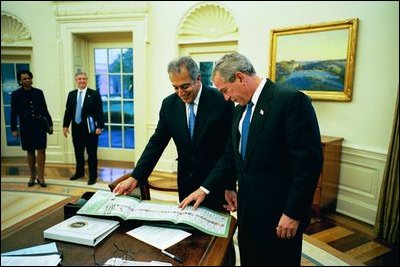
Zalmay Khalilzad amb George W. Bush dins de la Casa Blanca

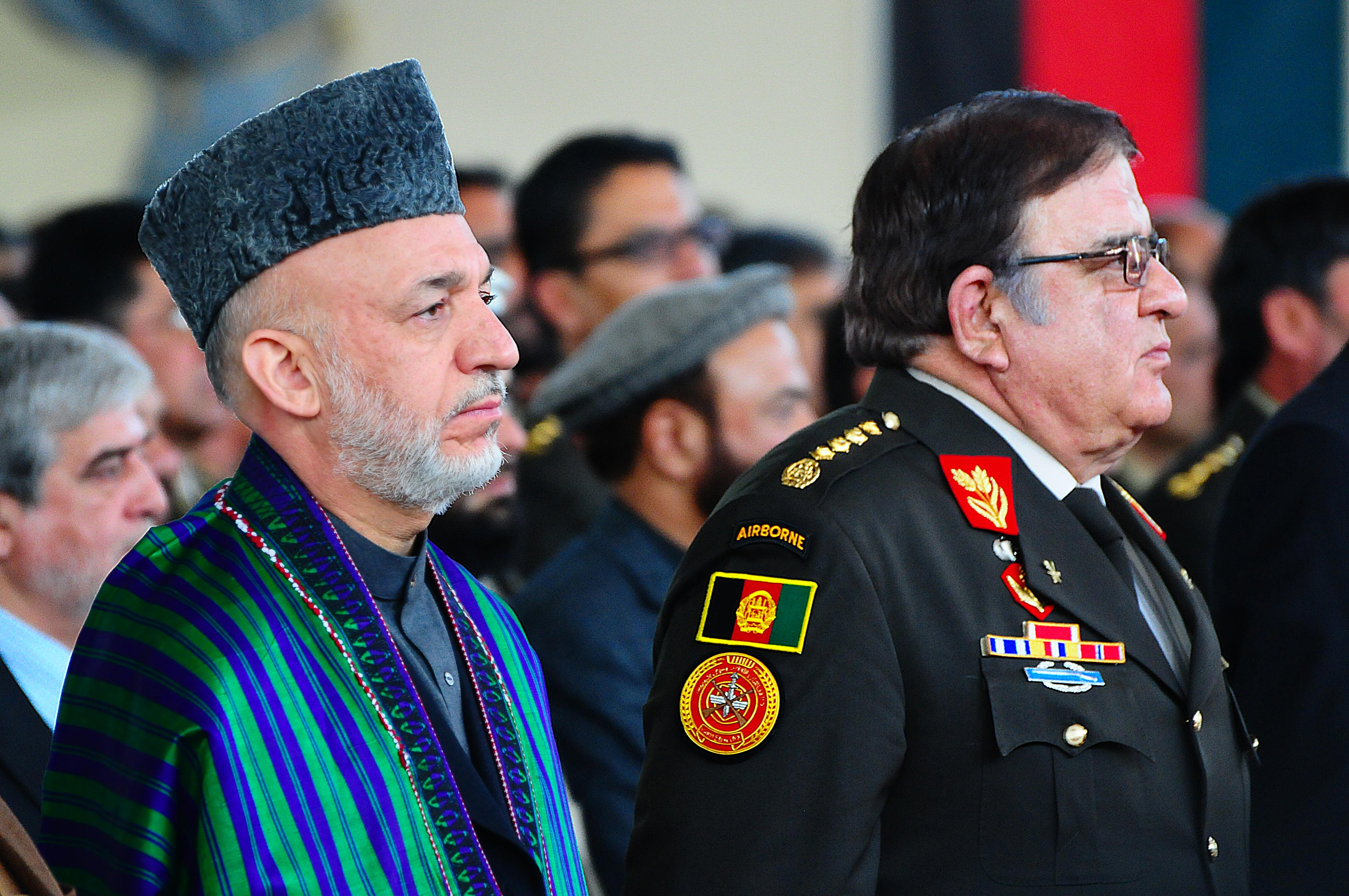
El president Hamid Karzai i Abdul Rahim Wardak

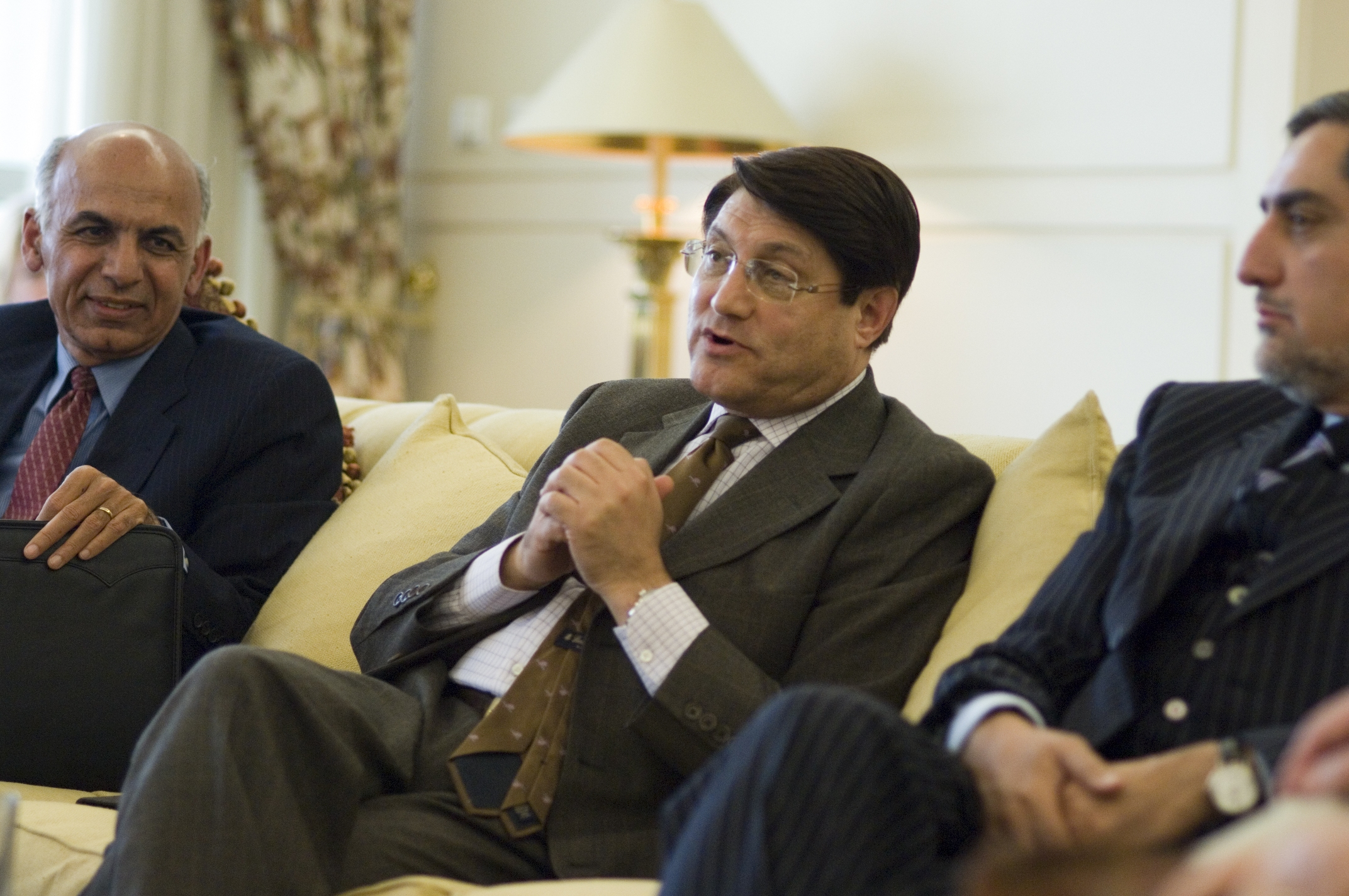
D’esquerra a dreta: Ashraf Ghani Ahmadzai, Anwar ul-Haq Ahady i Abdullah Abdullah

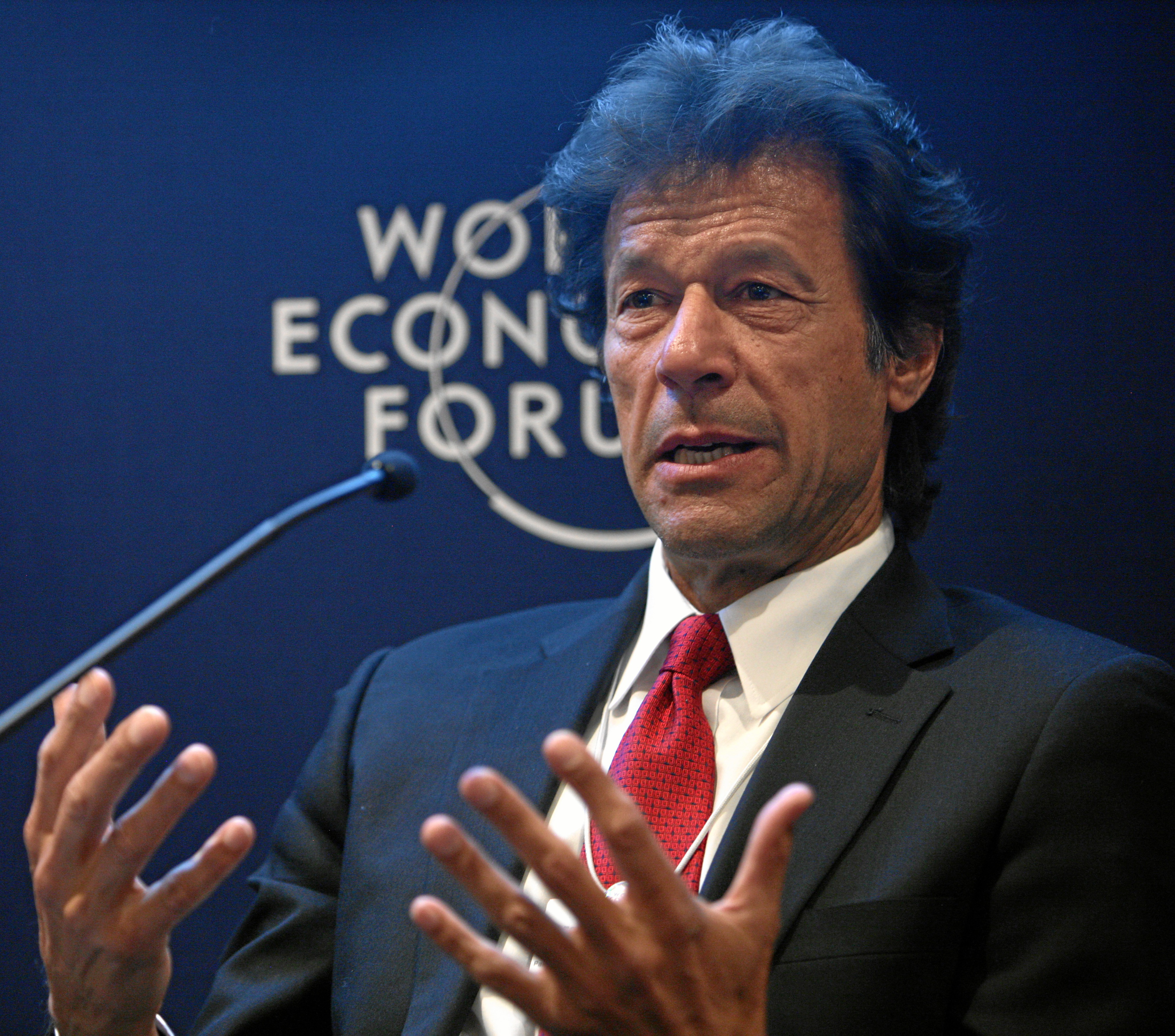
Imran Khan, jugador de críquet pakistanès, polític i actualment primer ministre, pertany a la tribu niazi.

### Ètnia

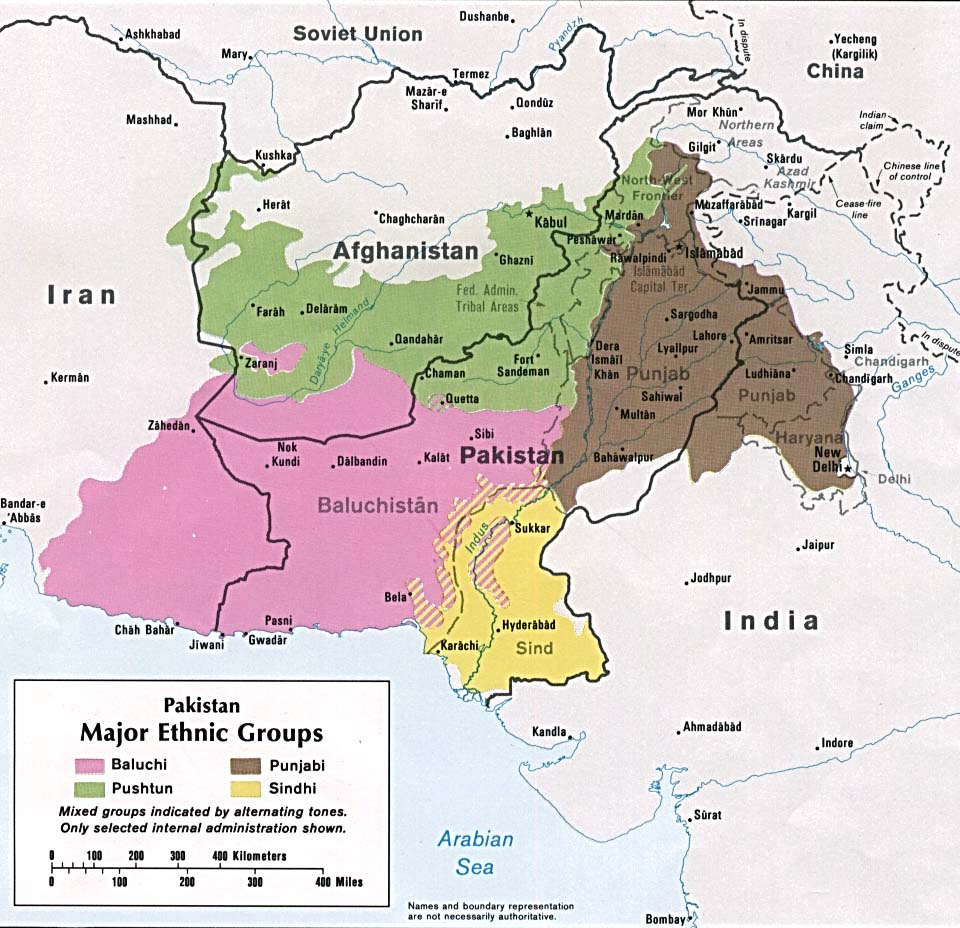
Àrees habitades per paixtus del Pakistan i l'Afganistan (en verd) el 1980

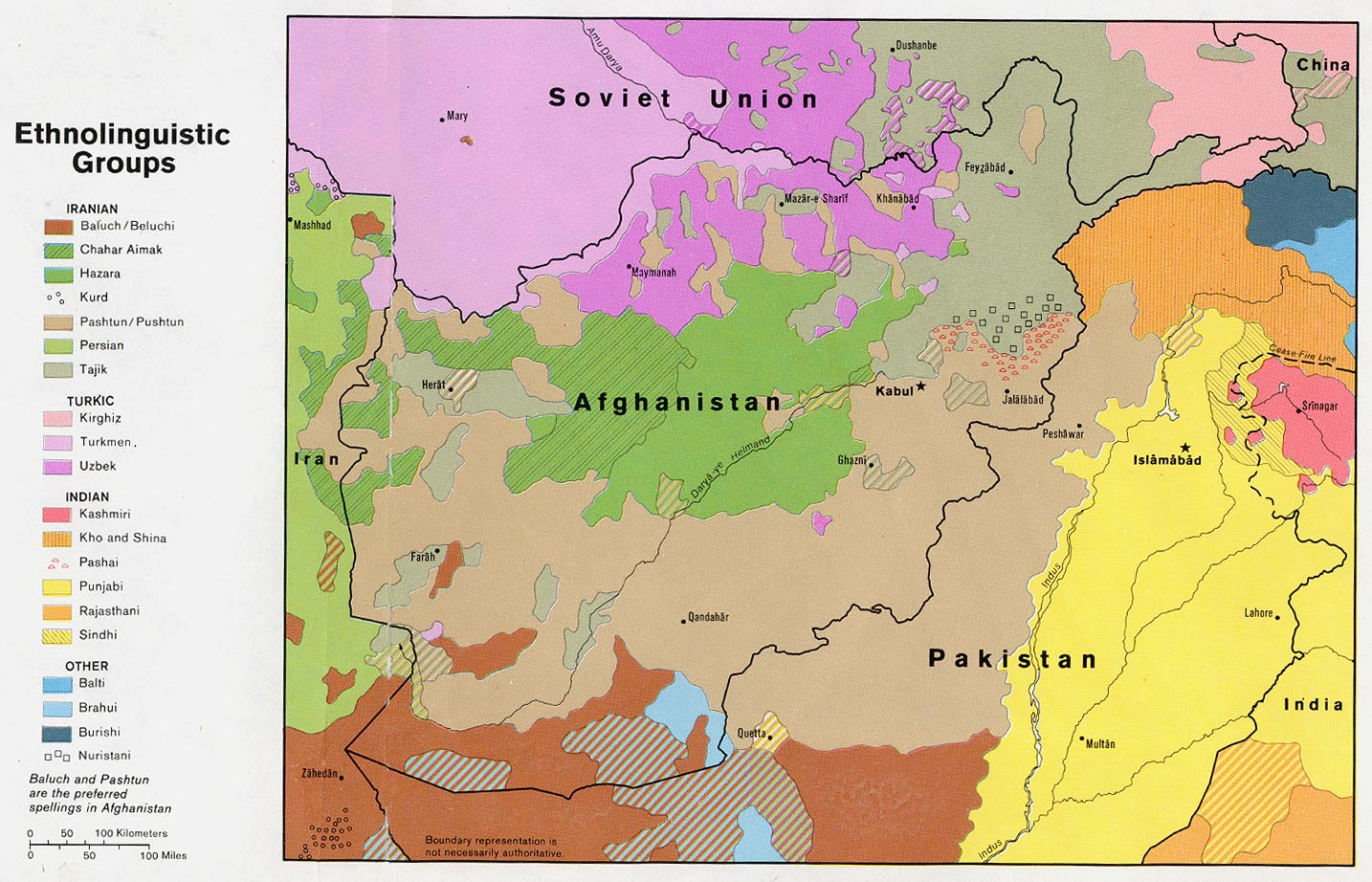
Grups etnolingüístics al Pakistan i l'Afganistan el 1982